# ボーダーランズ (映画)
『ボーダーランズ』（原題：Borderlands）は、Gearbox Softwareが開発し2Kが発売するビデオゲームである「ボーダーランズシリーズ」をベースにした2024年のアメリカ合衆国のSFアクションコメディ映画。クレイグ・メイジンとイーライ・ロスが書いた脚本をイーライが監督し、ケイト・ブランシェット、ケヴィン・ハート、ジャック・ブラック、ジェイミー・リー・カーティスらがアンサンブル・キャストとして出演する。本作は、アリとアヴィ・アラッド、エリック・フェイグが、それぞれ自身の製作会社アラッド・プロダクションズとピクトレスタート社のもとで製作に関与する。
本作は、アメリカではライオンズゲートによって配給された。

## あらすじ
謎の過去を持つ悪名高いアウトローのリリスは、宇宙最強のS.O.B.であるアトラスの行方不明の娘を探すため、不本意ながら故郷の惑星パンドラへ戻ってくることになる。リリスは予想外のチームと同盟を結ぶ。元エリート傭兵で今は贖罪に必死なローランド、ティーンエイジャーの解体屋、タイニー・ティナ、筋肉隆々のティナの保護者クリーグ、正気を失った科学者タニス、そしてしつこいほど賢いロボット、クラップトラップだ。彼らは、エイリアンのモンスターや危険な盗賊と戦いながら、行方不明の少女を探し出し、保護しなければならない。宇宙の運命は彼らの手に委ねられるが、それ以上に彼らはお互いのために戦うことになる。

## キャスト
※括弧内は日本語吹替。
- リリス - ケイト・ブランシェット（今井麻美）
- ローランド - ケヴィン・ハート（平川大輔）
- クラップトラップ - ジャック・ブラック（声）（高木渉）
- パトリシア・タニス博士 - ジェイミー・リー・カーティス（武田華）
- タイニー・ティナ - アリアナ・グリーンブラット（秋乃）
- クリーグ - フロリアン・ムンテアヌ（浜田賢二）
- リリスの母親 - ヘイリー・ベネット
- アトラス - エドガー・ラミレス
- クロム - オリヴィエ・リヒタース（佐原誠）
- ノックス司令官 - ジャニナ・ガヴァンカー
- マッド・モクシー - ジーナ・ガーション（橘U子）
- ジェイコブス - シャイアン・ジャクソン
- ハンマーロック - チャールズ・ババロラ（英語版）
- マーカス - ベンジャミン・バイロン・デイヴィス（英語版）（青山穣）
- スクーター - スティーヴン・ボイヤー（英語版）
- エリー - ライアン・レドモンド（英語版）
- ラリー - ボビー・リー

さらに、『ボーダーランズ3』でペインの声を担当したペン・ジレットが、結婚式を統括する牧師として本作にカメオ出演している。

## 製作
ビデオゲームシリーズの映画化は、2015年8月に初めて発表され、ライオンズゲート社がプロジェクトを開発し、アラッド・プロダクションズのアヴィ・アラッドが製作を担当することとなった。2020年2月には、クレイグ・メイジンが執筆した脚本でイーライ・ロスが監督を務めることが決まり、エリック・フェイグが自身の制作会社Picturestartを通じてプロデューサーとして参加することになった。ケイト・ブランシェットは2020年5月にリリス役の交渉に入り、同月末にライオンズゲート社は彼女が主演することを認めた。ケヴィン・ハートは2021年1月にローランド役を演じることが確定した。2月には、ジェイミー・リー・カーティスがパトリシア・タニス博士役に起用され、ジャック・ブラックがクラップトラップClaptrapの声を担当することになった。翌月には、タイニー・ティナ役にアリアナ・グリーンブラット、クリーグ役にフロリアン・ムンテアヌがそれぞれキャスティングされ、ヘイリー・ベネットが非発表の役でキャスティングされた  。
撮影は2021年4月1日にハンガリーで正式に始まり、6月22日に終了した 。ジーナ・ガーション、シャイアン・ジャクソン、チャールズ・ババロラ、ベンジャミン・バイロン・デイヴィス、スティーヴン・ボイヤー、ライアン・レドモンド、そして、ボビー・リーに続いて、エドガー・ラミレス、オリヴィエ・リヒタース、ジャニナ・ガヴァンカーがキャストに加わった。
6月4日、劇中におけるキャストのファーストルック画像が公開された。ただし、白黒の画像のため、キャストのシルエット以外は明かされなかった。

## 評価

### 興行成績
2024年8月18日時点で『ボーダーランズ』は、アメリカとカナダで合計1350万ドル、その他の地域で770万ドル、全世界で合計2120万ドルの興行収入を上げている。オープニング週末の後、『Deadline Hollywood』は、この映画がスタジオに2000万ドルから3000万ドルの損失をもたらす可能性が高いと報じた。
アメリカとカナダでは、『ボーダーランズ』は『ふたりで終わらせる/IT ENDS WITH US』および『カッコウ』と同日に公開され、オープニング週末には3125劇場から800万ドルから1600万ドルの興行収入が見込まれていた。この映画は初日に400万ドルを稼ぎ、そのうち推定132万ドルは木曜日のプレビュー上映からのものであった。最終的には860万ドルのデビューを果たし、4位で終わった。

### 受賞・ノミネート
| 映画賞                       | 授賞日        | 部門                   | 対象                                                       | 結果       | 出典   |
| ---------------------------- | ------------- | ---------------------- | ---------------------------------------------------------- | ---------- | ------ |
| 第45回ゴールデンラズベリー賞 | 2025年2月28日 | 最低作品賞             | 『ボーダーランズ』                                         | ノミネート | [ 30 ] |
| 第45回ゴールデンラズベリー賞 | 2025年2月28日 | 最低監督賞             | イーライ・ロス                                             | ノミネート | [ 30 ] |
| 第45回ゴールデンラズベリー賞 | 2025年2月28日 | 最低主演女優賞         | ケイト・ブランシェット                                     | ノミネート | [ 30 ] |
| 第45回ゴールデンラズベリー賞 | 2025年2月28日 | 最低助演男優賞         | ケヴィン・ハート                                           | ノミネート | [ 30 ] |
| 第45回ゴールデンラズベリー賞 | 2025年2月28日 | 最低助演女優賞         | アリアナ・デボーズ                                         | ノミネート | [ 30 ] |
| 第45回ゴールデンラズベリー賞 | 2025年2月28日 | 最低スクリーンコンボ賞 | すべての不快な2人組 （特にロボット役のジャック・ブラック） | ノミネート | [ 30 ] |

## 音楽
2021年6月、これまでロスとはいくつかの作品でコラボしてきたネイサン・バーが本作のスコアを担当することが発表された。